# Frech Zoltán
Frech Zoltán (Budapest, 1968. június 28. –) magyar énekes, színész, előadóművész.

## Életpályája
Tanulmányait a dunakeszi Bárdos Lajos Ének-zenei Általános Iskolában kezdte, emellett a Farkas Ferenc Alapfokú Művészeti Iskolában tanult gordonkázni. Ezután a váci I. Géza Király Közgazdasági Szakközépiskola diákja volt, ez idő alatt a váci Vox Humana énekkarban énekelt, szavalóversenyeken vett részt. Érettségi után a Nemzeti Színház Stúdiójába járt, majd elvégezte a Liszt Ferenc Zeneművészeti Főiskola magánének szakát. 1992 óta Honvéd Együttes Férfikarának tagja, 1995-től a basszus szólam vezetője, a műsorok állandó konferansziéja. 1995-től A Four Fathers Énekegyüttes alapító tagja. 2002-től a Fogi Szinház állandó tagja, 2014-től a Tihanyi Vándorszínpad mesedarabjaiban szerepel. 2015-től a Turay Ida Színház tagja.
2013-ban szerepelt a The Billing Bodies együttes Gyere velem dalának a videóklipjében.

## Színpadi szerepei
- Mozart: Figaro házassága... Antonio, Bartolo
- Lehár Ferenc: A víg özvegy... Kromov, Nyegus
- Stoltz: A fehér ló fogadó... Wiener Mann
- Csukás-Bergendy: Süsü a sárkány... Süsü, Királyfi, Hadvezér
- Csukás-Bergendy: Süsü a várvédő... Süsü, Katona
- Grimm-Divinyi-Rossa: Rigócsőr király... Rigócsőr királyfi
- Mujahid-Lénárt: Az Oroszlánkirály meséje... Mufasa
- Karinthy: Micimackó meséi... Tigris, Nyuszi
- Magnier: Oscar... Bernard Barnier
- Cooney: Páratlan páros... John Smith
- Sütő–Tamási–Buzogány: Fenyőige... Férfi
- Tihanyi-Bognár: Hamupipőke... Király
- Tihanyi-Bognár: Mese Mátyás királyról... Hunyadi Mátyás
- Tihanyi: Róka Rudi füstölög... Róka Rudi
- Tihanyi-Ben Sohn: Legszebb kincs a barátság... Kabuki
- Szántó-Solténszky: Vargánya apó csodái... Vargánya apó
- Topolcsányi: Bubamara... Jóska
- Lara De Mare: Amerikai legenda... Elvis
- Gyökössy: A maláji lány... Anton Pocher
- Berr-Verneuil-Fényes: Hazudni tudni kell... Ferdinand Buché
- Szirmai-Bakonyi-Gábor: Mágnás Miska... Korláthy gróf
- Lara De Mare–Berkes Gábor: A férfiak a fejükre estek... Dezső
- Topolcsányi: A medve nem játék... Gyula, Zsiga, Vince
- Churchill: Édes bosszú... Walter Page
- Amerikai legenda: Elvis

## Díjai
- Magyar Örökség díj (1999), (2012) – Honvéd Férfikar
- Bartók Béla–Pásztory Ditta-díj (1999) – Honvéd Férfikar
- eMeRTon-díj (2001) – Az év énekegyüttese – Four Fathers
- Prima Primissima díj (2011, Honvéd Együttes)
- Magyar Bronz Érdemkereszt (2019)